# Stela Peewa
Stela Peewa (bulgarisch Стела Пеева, englische Schreibweise: Stela Peeva; * 25. Februar 2004) ist eine bulgarische Tennisspielerin.

## Karriere
Peewa spielt hauptsächlich Turniere auf der ITF Women’s World Tennis Tour, wo sie zwei Titel im Doppel gewinnen konnte.

### College Tennis
Ab der Saison 2023/24 spielt Peewa für das Damentennisteam der Loughborough University.

## Turniersiege

### Doppel
| Nr. | Datum             | Turnier | Kategorie | Belag     | Partnerin     | Finalgegnerinnen             | Ergebnis           |
| --- | ----------------- | ------- | --------- | --------- | ------------- | ---------------------------- | ------------------ |
| 1.  | 5. Oktober 2019   | Sosopol | ITF W15   | Hartplatz | Elena Kralewa | Alina Silitsch Ani Wangelowa | 6:2, 6:75, [12:10] |
| 2.  | 15. Dezember 2019 | Iraklio | ITF W15   | Sand      | Chiara Scholl | Marija Berhen Alina Lebedeva | 6:0, 6:3           |